# Métro d'Iekaterinbourg
Le métro d’Iekaterinbourg (en russe : Екатеринбургский Метрополитен ; et Свердло́вский метрополите́н, « métro de Sverdlovsk » jusqu’en 1992) est un des modes de transport en commun de la ville d’Iekaterinbourg en Russie. Le métro est entré en service en 1991 et comporte une ligne orientée nord-sud. Dans presque toutes les stations, il existe une correspondance avec une ligne de tramway orientée est-ouest.

## Historique
En 1980, le trafic dans ce qui est aujourd'hui la quatrième ville de Russie ayant beaucoup augmenté, les autorités de la ville décident de construire un réseau de métro. La construction démarre en 1980. Des difficultés hydrologiques retardent les travaux et l'inauguration du premier tronçon  de 2,7 km Prospekt Kosmonavtov (Проспект Космонавтов) - Machinostroïtéléï (Машиностроителей) comportant trois stations n'a lieu qu'en avril 1991. La ligne a été prolongée de 2,5 km avec une station en décembre 1992. Deux ans plus tard, la ligne est prolongée de 2,2 km avec deux nouvelles stations : Dinamo (Динамо) et Plochtchad 1905 goda (Площадь 1905 года). En décembre 2002, un nouveau prolongement de 1,1 km amène la ligne jusqu'à la station Guéologuitchéskaya (Геологическая). En novembre 2011 et en juillet 2012, deux stations supplémentaires sont achevées : Botanitchéskaya (Ботаническая) et Tchkalovskaya (Чкаловская), prolongeant la ligne de 4,2 km.
La faiblesse du budget russe consacré au métro fut à l'origine d'un avancement très lent des travaux, en particulier compte tenu de la priorité donnée à la construction du métro de Kazan qui devait absolument être inauguré pour le 1000e anniversaire de la fondation de la ville qui tombait en 2005.
| Tronçon                                   | Date d’ouverture |
| ----------------------------------------- | ---------------- |
| Prospekt Kosmonavtov - Machinostroïtéléï  | 26 avril 1991    |
| Machinostroïtéléï - Ouralskaïa            | 22 décembre 1992 |
| Ouralskaïa - Plochtchad 1905 goda         | 22 décembre 1994 |
| Plochtchad 1905 goda - Guéologuitchéskaïa | 30 décembre 2002 |
| Guéologuitchéskaya - Botanitchéskaïa      | 28 novembre 2011 |
| Chkalovskaïa                              | 28 juillet 2012  |

L'architecture des stations est associée à la thématique industrielle.

## Exploitation et fréquentation

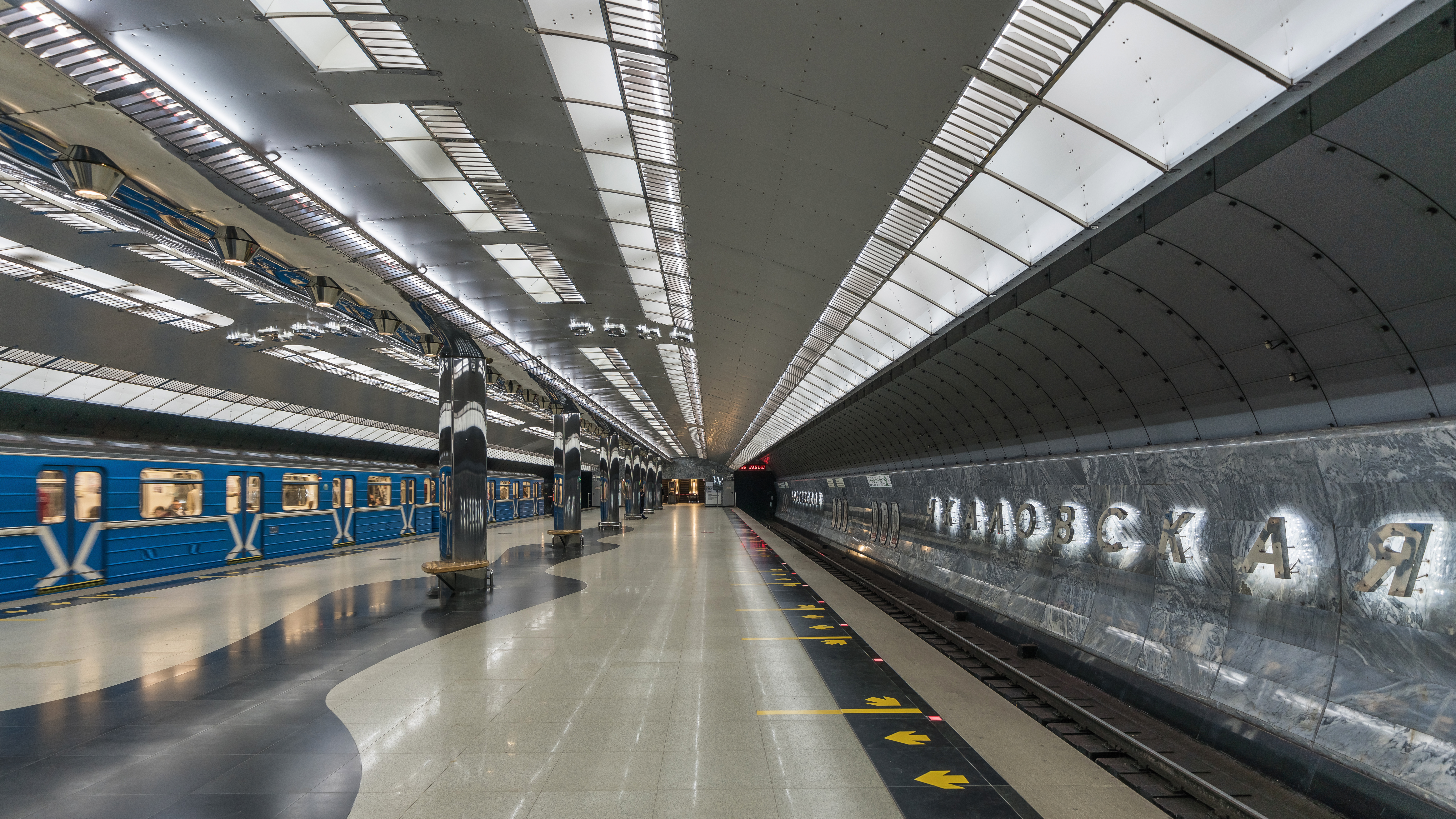
La station Tchkalovskaïa, du métro d'Iekaterinbourg. Mai 2019.

Le transport des passagers sur la ligne de 12,7 km, qui comporte aujourd'hui 9 stations, est assuré aux heures de pointe par 8 rames de 4 voitures qui circulent avec une fréquence de 4 minutes. Les stations sont prévues pour permettre l'arrêt de rames de 5 voitures.
Les rames sont de la série 81-717/714 largement répandue dans l'ex-Union soviétique. L'écartement des rails est au standard russe de 1 524 mm et l'alimentation électrique se fait par troisième rail à 825 volts.
Le métro dispose de 62 voitures en formation de quatre voitures. En 1989, 54 voitures avaient été commandés pour l'ouverture de la ligne, mais la plupart ne furent pas utilisés jusqu'en 1994. Les véhicules ont été modernisés. Dans le cadre de l'extension de 2011/2012, deux trains de quatre voitures ont été achetés à OEVRZ de Saint-Pétersbourg. Les véhicules furent livrés en octobre 2011. Une autre commande de huit véhicules type 81-717.6/714.6 a été livré en avril 2019.

## Projets de développement
Il est prévu que la ligne soit prolongée de quelques stations. La station Bajovskaïa (Бажовская), qui se trouve sur le tronçon de la ligne déjà en exploitation, sera ouverte plus tard. La construction d'une seconde a été annoncé par la municipalité, mais la date prévue d'inauguration en 2018 n'a pas été respectée.
À plus long terme, le réseau aurait dû être constitué de trois lignes se rejoignant au centre-ville en application d'une stratégie fréquente dans les réseaux de métro russes, mais ce plan semble aujourd'hui abandonné.